# Kye Rowles
Kye Francis Rowles (sinh ngày 24 tháng 6 năm 1998) là một cầu thủ bóng đá chuyên nghiệp người Úc hiện thi đấu ở vị trí trung vệ cho câu lạc bộ Heart of Midlothian và đội tuyển quốc gia Úc.

## Thống kê sự nghiệp

### Câu lạc bộ
Tính đến 20 tháng 5 năm 2024
| Club                   | Season       | League               | League | League | National cup | National cup | Continental | Continental | Other | Other | Total | Total |
| Club                   | Season       | Division             | Apps   | Goals  | Apps         | Goals        | Apps        | Goals       | Apps  | Goals | Apps  | Goals |
| ---------------------- | ------------ | -------------------- | ------ | ------ | ------------ | ------------ | ----------- | ----------- | ----- | ----- | ----- | ----- |
| Brisbane Roar          | 2016–17      | A-League             | 2      | 0      | 0            | 0            | 2           | 0           | 0     | 0     | 4     | 0     |
| Central Coast Mariners | 2017–18      | A-League             | 11     | 0      | 0            | 0            | 0           | 0           | 0     | 0     | 11    | 0     |
| Central Coast Mariners | 2018–19      | A-League             | 21     | 1      | 1            | 0            | 0           | 0           | 0     | 0     | 22    | 1     |
| Central Coast Mariners | 2019–20      | A-League             | 20     | 1      | 2            | 0            | 2           | 0           | 0     | 0     | 22    | 1     |
| Central Coast Mariners | 2020–21      | A-League             | 27     | 0      | 0            | 0            | 0           | 0           | 0     | 0     | 27    | 0     |
| Central Coast Mariners | 2021–22      | A-League             | 25     | 0      | 3            | 0            | 0           | 0           | 0     | 0     | 28    | 0     |
| Central Coast Mariners | Total        | Total                | 104    | 2      | 6            | 0            | 2           | 0           | 0     | 0     | 112   | 2     |
| Hearts                 | 2022–23      | Scottish Premiership | 29     | 1      | 2            | 0            | 2           | 0           | 0     | 0     | 33    | 1     |
| Hearts                 | 2023–24      | Scottish Premiership | 33     | 0      | 6            | 0            | 4           | 0           | 0     | 0     | 43    | 0     |
| Hearts                 | Total        | Total                | 62     | 1      | 8            | 0            | 6           | 0           | 0     | 0     | 76    | 1     |
| Career total           | Career total | Career total         | 168    | 3      | 14           | 0            | 10          | 0           | 0     | 0     | 192   | 3     |

1. ↑  Includes the FFA Cup

### Quốc tế
| Đội tuyển quốc gia | Năm  | Trận | Bàn |
| ------------------ | ---- | ---- | --- |
| Úc                 | 2022 | 7    | 0   |
| Úc                 | 2023 | 6    | 0   |
| Úc                 | 2024 | 8    | 1   |
| Tổng               | Tổng | 21   | 1   |

#### Bàn thắng quốc tế
| # | Ngày                | Địa điểm                            | Đối thủ | Bàn thắng | Kết quả | Giải đấu                 |
| - | ------------------- | ----------------------------------- | ------- | --------- | ------- | ------------------------ |
| 1 | 21 tháng 3 năm 2024 | Sân vận động Tây Sydney, Sydney, Úc | Liban   | 2–0       | 2–0     | Vòng loại World Cup 2026 |